# Реакция Сузуки
Реакция Сузуки — органическая реакция арил- и винилборных кислот с арил- или винилгалогенидами, катализируемая комплексами Pd(0). Реакция Сузуки широко используется в препаративной органической химии для получения полиолефинов, стиролов, а также замещенных бифенилов. Этой реакции были посвящены несколько обзорных публикаций.
В реакцию также могут вступать органические псевдогалогениды, такие как трифлаты (трифторметансульфонаты). Вместо борных кислот можно использовать их эфиры, относительная активность субстратов уменьшается в ряду: R2-I > R2-OTf > R2-Br >> R2-Cl
Первые сведения о реакции опубликовал в 1979 японский химик Акира Судзуки (Сузуки). Во многих современных публикациях этот процесс называют также реакцией Сузуки — Мияуры, или сочетанием Сузуки.
В 2018 году для этой реакции был успешно использован гетерогенный катализатор на основе атомарного палладия, заякоренного на нитриде углерода.

## Механизм реакции
Механизм реакции Сузуки включает превращения, характерные для каталитических процессов с участием комплексов Pd(0).
- Первым превращением является окислительное присоединение галогенида 2 к палладию, приводящее к образованию металлорганического соединения 3.
- При взаимодействии соединения 3 с основанием образуется интермедиат 4, который путём переметаллирования[8] с боратным комплексом 6 образует палладийорганическое соединение 8.
- Последней реакцией каталитического цикла является восстановительное элиминирование, приводящее к образованию целевого продукта 9 и регенерации катализатора 1.

Окислительное присоединение проходит с сохранением стереохимической конфигурации в случае винилгалогенидов, в то время как проведение реакции с аллил- и бензилгалогенидами приводит к инверсии. При окислительном присоединении вначале образуется цис-палладиевый комплекс, который быстро изомеризуется в транс-изомер.

В экспериментах с меченными дейтерием соединениями было показано, что восстановительное элиминирование проходит с сохранением стереохимической конфигурации.
Для превращения (в присутствии PdCl2(dppf) и основания) арилгалогенидов в арилбораты, ключевыми реагентами в реакции Сузуки, широко используется пинаколборан .